# Rio de Ca' Foscari

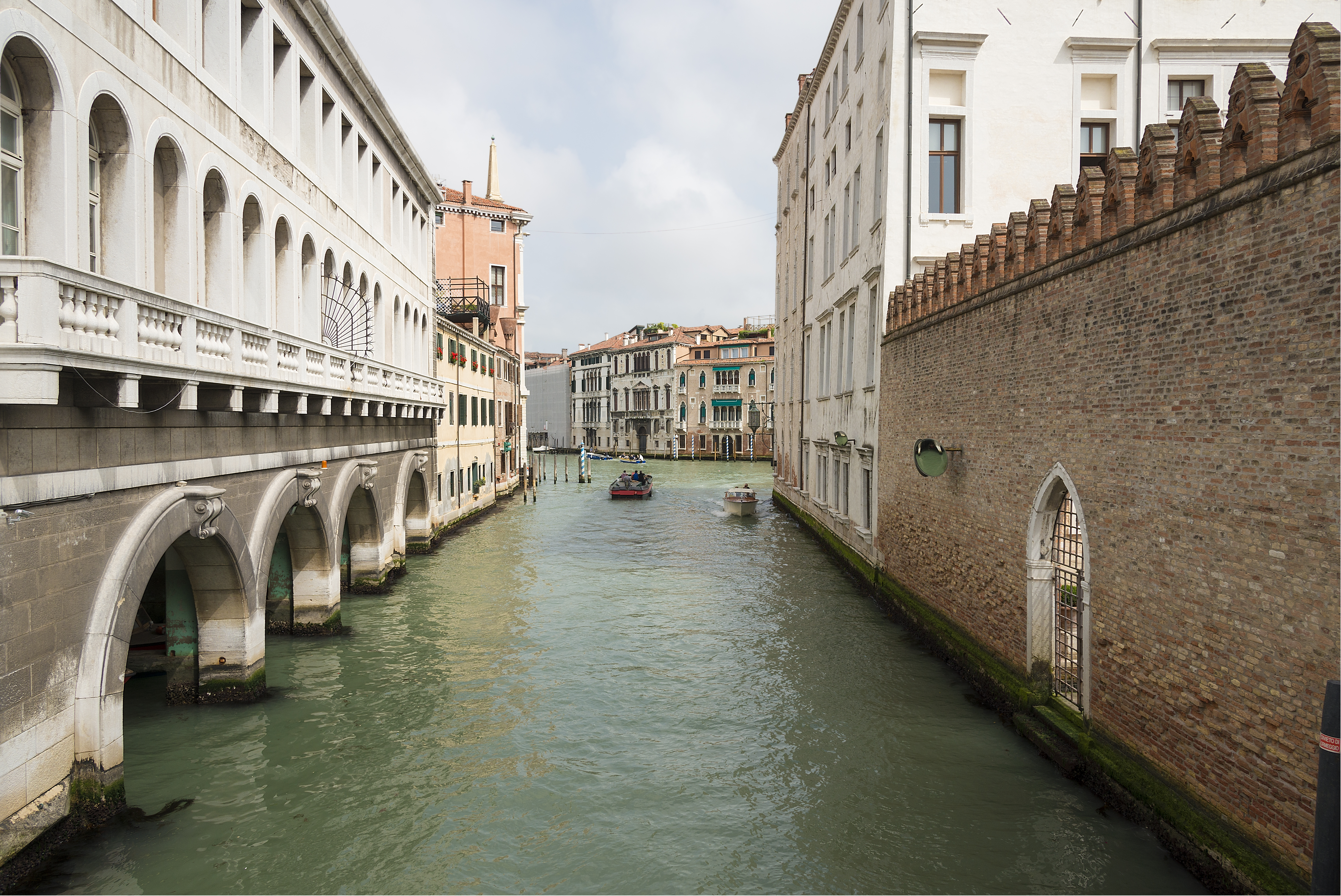
Vue du pont Foscari jusqu'au grand canal

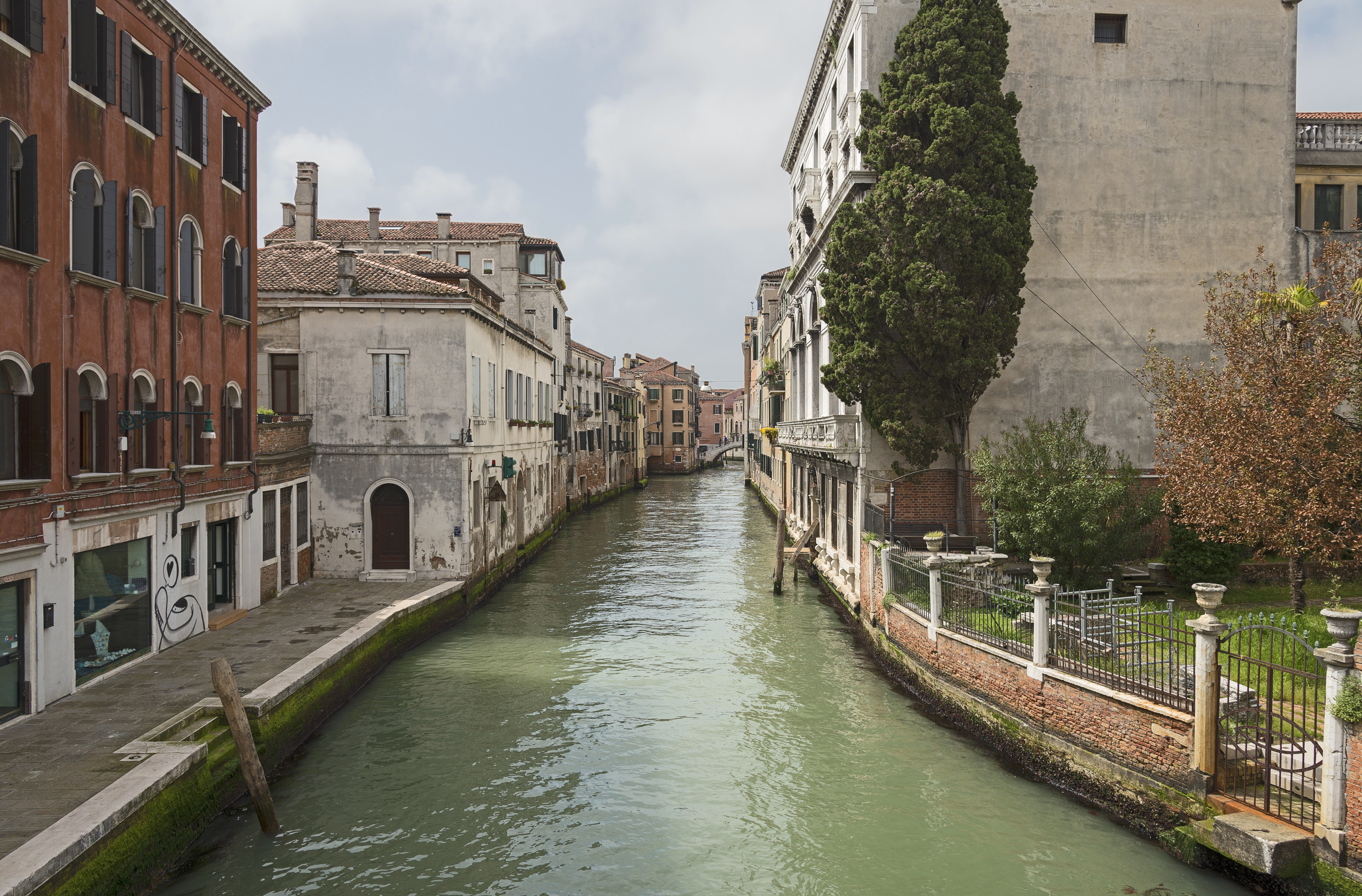
Vue du pont Foscari jusqu'au pont Santa Margherita

Le rio di (ou de) Ca' Foscari est un canal de Venise dans le Dorsoduro (Sestiere de Venise).

## Description
Le rio di Ca' Foscari a une longueur d'environ 300 mètres. Il s'ouvre sur le Grand canal à l'est et s'oriente est-ouest. Il passe sous le pont de Ca' Foscari, puis sous le pont de Santa Margherita. Il reçoit du côté Nord le Rio de San Pantalon. Il se termine en trois branches : au nord le Rio del Malcanton, à l'Ouest il se prolonge par le Rio Novo et au Sud par le Rio di Santa Margherita.

## Toponymie
L'immeuble royal qui se trouve ici, fut érigé par les Giustinian à la fin du XIVe siècle. Il s'appela communément le palais des deux tours. Acheté par la République en 1420 pour 6500 ducats, afin d'en faire cadeau au marquis de Mantoue, on le reprit de ce dernier et le donna en 1439 au comte Francesco Sforza, avant de le reconfisquer en 1447. C'est ainsi qu'il devint propriété en 1452 du doge Francesco Foscari, qui le rénova en plus beau encore.

## Situation
- Ce rio débouche sur le Grand Canal entre le palais palais Balbi(it) et le Ca' Foscari ;
- Il longe la façade du Palais Secco Dolfin
- Le palais Signolo
- Il passe devant le campo de l'église San Pantalon, où il est traversé par le ponte Santa Margarita.

## Ponts

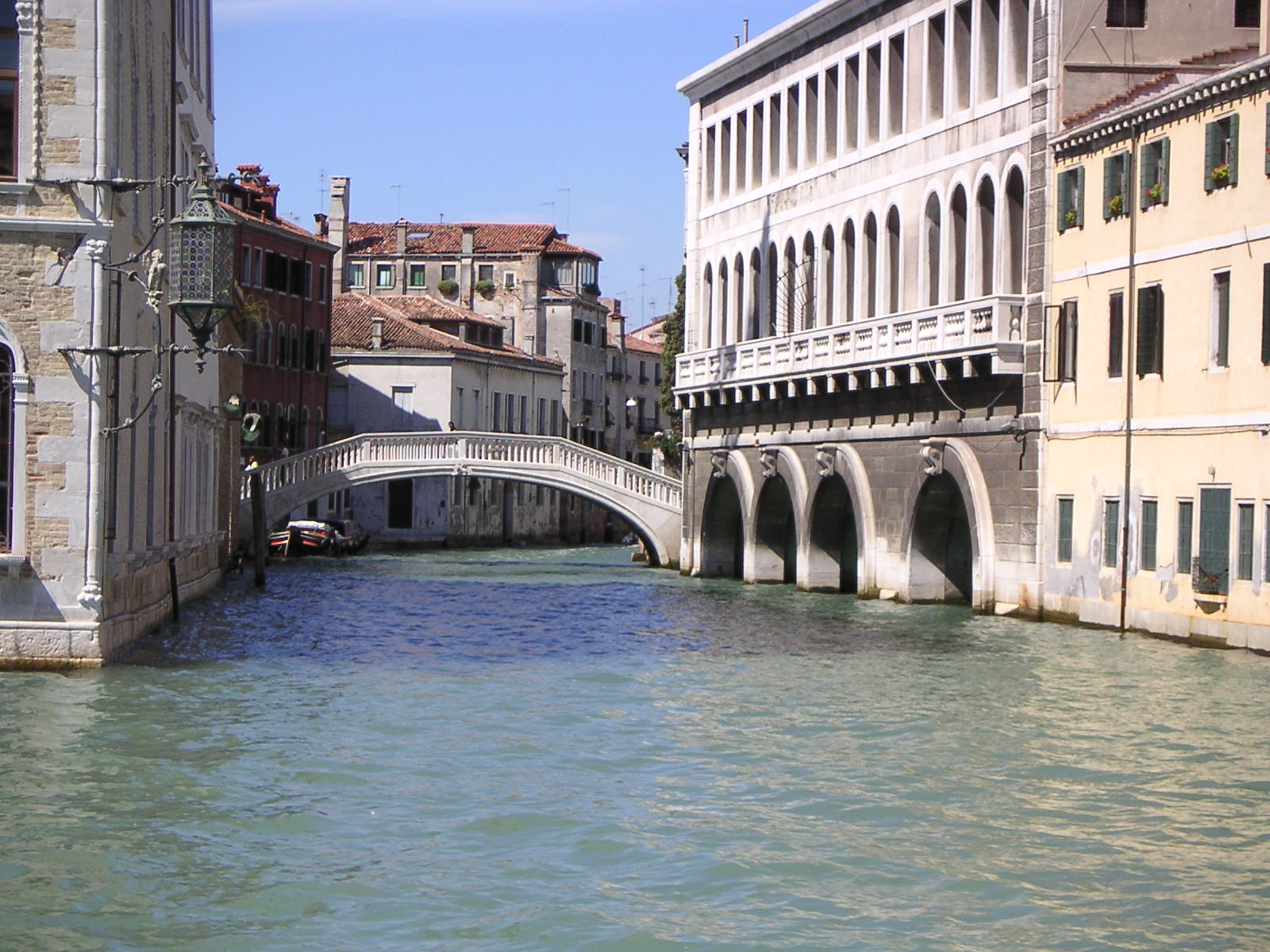
le Ponte Foscari près de l'embouchure dans le Grand Canal et reliant Calle larga Foscari à la Calle Foscari et l' Università Ca' Foscari
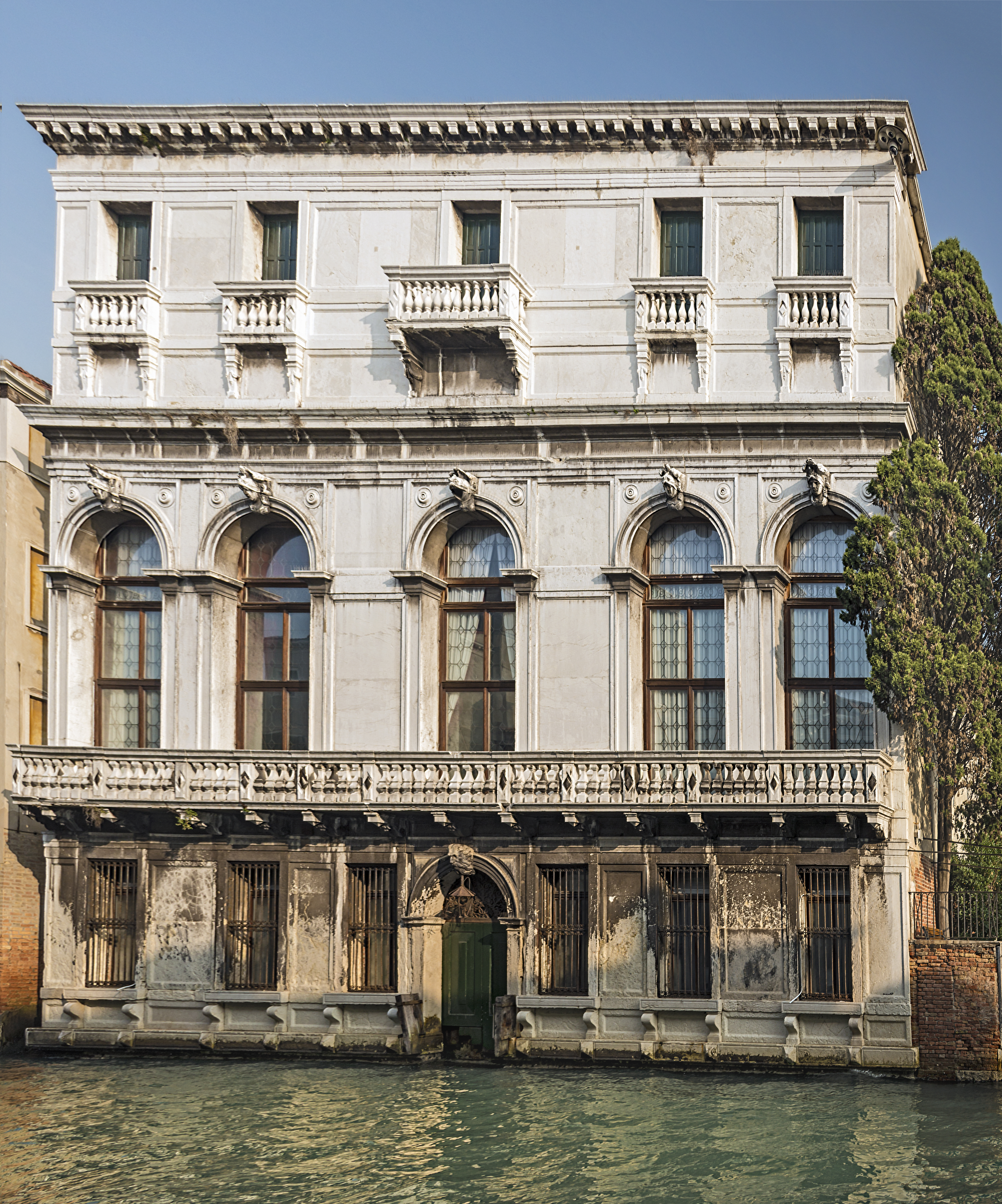
Façade du Palais Secco Dolfin
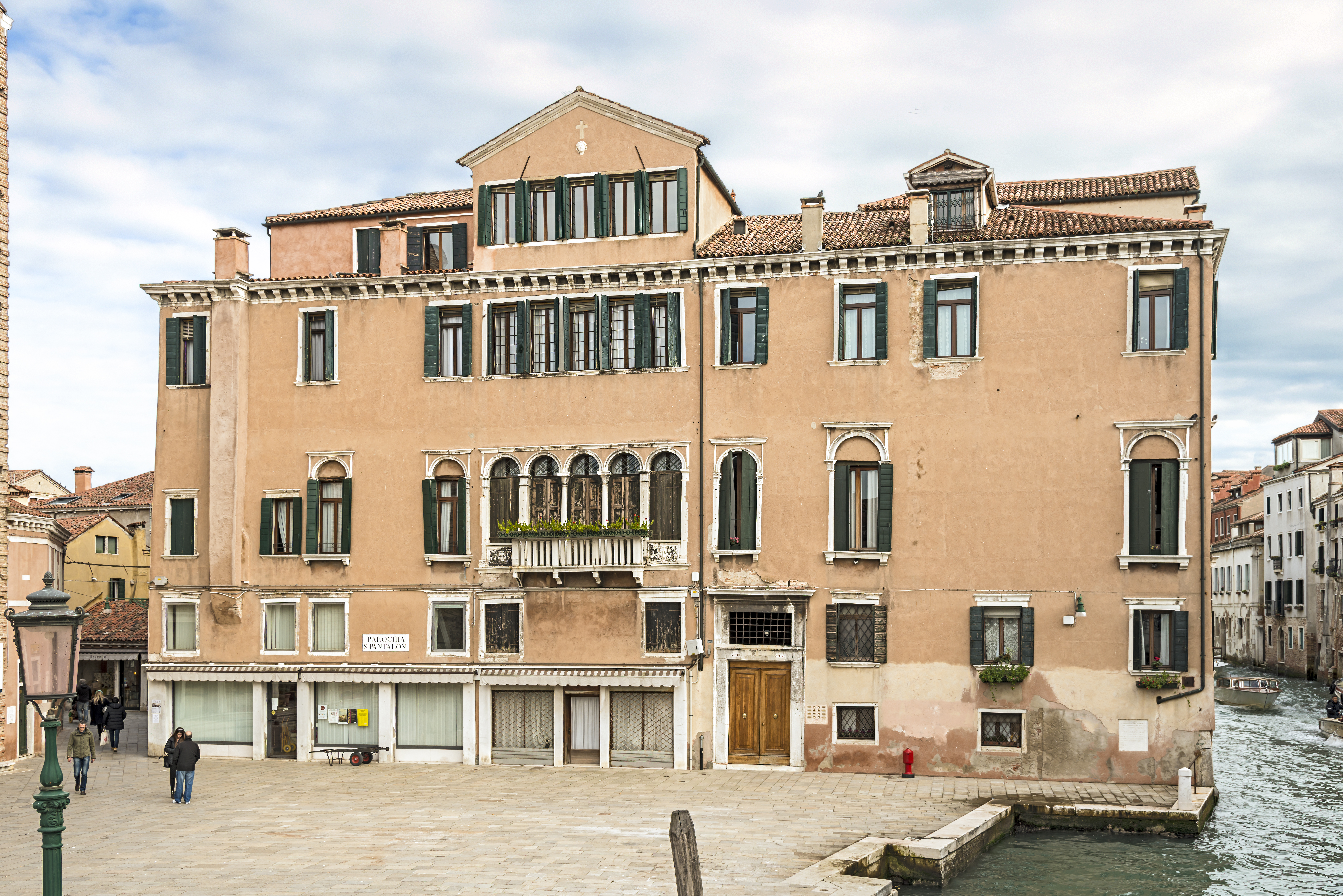
Palais Signolo
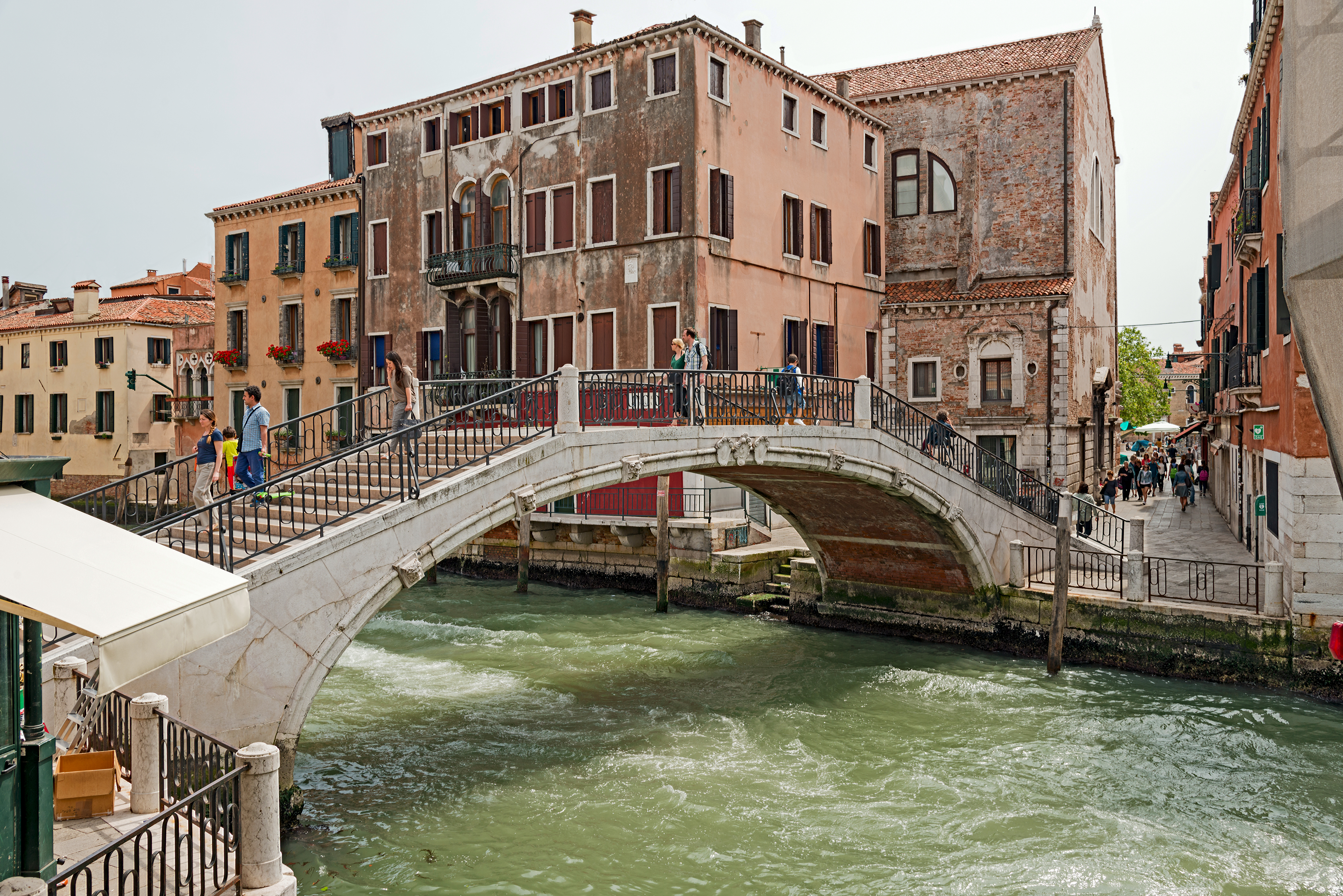
le Ponte Santa Margherita reliant Campo di S. Pantalon et campo Santa Margherita